# 미드나잇 대결전
미드나잇 대결전(Sunset Heat)은 미국에서 제작된 존 니코렐라 감독의 1991년 스릴러 영화이다. 마이클 파레 등이 주연으로 출연하였고 캔디스 킹 등이 제작에 참여하였다.

## 출연

### 주연
- 마이클 파레
- 아담 앤트
- 데니스 호퍼
- 데프니 아쉬브룩

### 조연
- 찰리 슈래터
- 트레이시 트위드
- 리틀 리처드
- 루카 베르코비치
- 토니 토드
- 쉐릴 프리먼
- 조 라라
- 마이클 탤보트
- 신디 발렌타인
- 데이브 디스로처스

## 제작진
- 미술: 리처드 L. 존슨